# Tiro nos Jogos Paralímpicos de Verão de 2012 - Carabina deitado 50 m misto SH1
A prova de carabina deitado 50 metros misto na classe SH1 do tiro nos Jogos Paralímpicos de Verão de 2012 foi disputada no dia 4 de setembro no The Royal Artillery Barracks, em Londres.

## Medalhistas
| Ouro   | UAE Abdulla Sultan Alaryani        |
| Prata  | ESP Juan Antonio Saavedra Reinaldo |
| Bronze | GBR Matthew Skelhon                |

## Resultados

### Fase de qualificação
| Pos. | Atleta                             | G | 1   | 2   | 3   | 4   | 5   | 6   | Total | Notas |
| ---- | ---------------------------------- | - | --- | --- | --- | --- | --- | --- | ----- | ----- |
| 1    | UAE Abdulla Sultan Alaryani        | M | 99  | 99  | 97  | 99  | 100 | 98  | 592   | Q     |
| 2    | SWE Jonas Jacobsson                | M | 98  | 100 | 98  | 98  | 97  | 100 | 591   | Q     |
| 3    | ESP Juan Antonio Saavedra Reinaldo | M | 97  | 99  | 99  | 98  | 99  | 98  | 590   | Q     |
| 4    | KOR Sim Jae-Yong                   | M | 99  | 99  | 99  | 98  | 99  | 95  | 589   | Q     |
| 5    | ISR Doron Shaziri                  | M | 98  | 98  | 98  | 97  | 98  | 100 | 589   | Q     |
| 6    | SVK Radoslav Malenovský            | M | 97  | 99  | 100 | 98  | 96  | 99  | 589   | Q     |
| 7    | GBR Matthew Skelhon                | M | 94  | 99  | 97  | 100 | 99  | 100 | 589   | Q     |
| 8    | KOR Shim Young-Jip                 | M | 98  | 98  | 99  | 96  | 99  | 99  | 589   | Q     |
| 9    | CHN Dong Chao                      | M | 99  | 97  | 100 | 96  | 96  | 100 | 588   |       |
| 10   | RUS Sergey Nochevnoy               | M | 100 | 98  | 99  | 98  | 97  | 96  | 588   |       |
| 11   | FRA Cédric Fèvre-Chevalier         | M | 96  | 98  | 97  | 99  | 99  | 98  | 587   |       |
| 12   | USA Joshua Olson                   | M | 98  | 98  | 100 | 95  | 100 | 96  | 587   |       |
| 13   | GER Jan Schaub                     | M | 96  | 99  | 96  | 97  | 99  | 100 | 587   |       |
| 14   | SWE Fredrik Larsson                | M | 96  | 98  | 98  | 99  | 98  | 97  | 586   |       |
| 15   | CHN Zhang Cuiping                  | F | 95  | 97  | 99  | 99  | 99  | 97  | 586   |       |
| 16   | RUS Tatiana Ryabchenko             | F | 98  | 97  | 96  | 99  | 99  | 97  | 586   |       |
| 17   | SVK Jozef Široký                   | M | 98  | 97  | 98  | 97  | 98  | 98  | 586   |       |
| 18   | IRL Sean Baldwin                   | M | 99  | 96  | 96  | 98  | 99  | 97  | 585   |       |
| 19   | BRA Carlos Garletti                | M | 97  | 98  | 98  | 96  | 97  | 97  | 583   |       |
| 20   | AUS Ashley Phillip Adams           | M | 96  | 95  | 99  | 97  | 98  | 98  | 583   |       |
| 21   | FIN Veli Veikko Palsamaki          | M | 96  | 97  | 97  | 97  | 96  | 99  | 582   |       |
| 22   | JPN Aki Taguchi                    | F | 95  | 99  | 96  | 97  | 96  | 98  | 581   |       |
| 23   | GBR Karen Butler                   | F | 95  | 98  | 98  | 97  | 98  | 95  | 581   |       |
| 24   | CHN Dang Shibei                    | F | 98  | 95  | 95  | 98  | 98  | 97  | 581   |       |
| 25   | GER Natascha Hiltrop               | F | 98  | 96  | 95  | 98  | 97  | 96  | 580   |       |
| 26   | ITA Azzurra Ciani                  | F | 97  | 98  | 92  | 96  | 98  | 99  | 580   |       |
| 27   | THA Phiraphong Buengbok            | M | 95  | 98  | 94  | 98  | 97  | 98  | 580   |       |
| 28   | UAE Obaid Aldahmani                | M | 99  | 95  | 98  | 97  | 94  | 96  | 579   |       |
| 29   | SVK Veronika Vadovičová            | F | 96  | 93  | 98  | 99  | 95  | 98  | 579   |       |
| 30   | KOR Lee Yun-Ri                     | F | 93  | 97  | 96  | 97  | 98  | 97  | 578   |       |
| 31   | SLO Franc Pinter                   | M | 95  | 93  | 97  | 98  | 97  | 97  | 577   |       |
| 32   | ITA Jacopo Cappelli                | M | 98  | 96  | 99  | 96  | 93  | 95  | 577   |       |
| 33   | TPE Liu Wen-chang                  | M | 96  | 95  | 98  | 97  | 95  | 95  | 576   |       |
| 34   | TUR Savaş Üstün                    | M | 94  | 97  | 95  | 95  | 98  | 97  | 576   |       |
| 35   | NOR Paul Aksel Johansen            | M | 96  | 98  | 95  | 94  | 95  | 98  | 576   |       |
| 36   | IND Naresh Kumar Sharma            | M | 97  | 97  | 94  | 93  | 98  | 96  | 575   |       |
| 37   | THA Mala Sihabandit                | M | 99  | 97  | 95  | 92  | 96  | 96  | 575   |       |
| 38   | UKR Andrii Doroshenko              | M | 99  | 94  | 95  | 96  | 95  | 96  | 575   |       |
| 39   | UKR Iurii Stoiev                   | M | 97  | 95  | 98  | 94  | 97  | 94  | 575   |       |
| 40   | GER Josef Neumaier                 | M | 97  | 97  | 98  | 95  | 93  | 94  | 574   |       |
| 41   | CAN Christos Trifonidis            | M | 96  | 96  | 92  | 97  | 96  | 96  | 573   |       |
| 42   | POL Jolanta Szulc                  | F | 93  | 95  | 95  | 95  | 98  | 95  | 571   |       |
| 43   | FRA Delphine Fischer               | F | 97  | 92  | 95  | 97  | 95  | 94  | 570   |       |
| 44   | ESP Miquel Orobitg Guitart         | M | 97  | 95  | 99  | 92  | 90  | 95  | 568   |       |
| 45   | SRB Laslo Suranji                  | M | 96  | 97  | 94  | 92  | 92  | 96  | 567   |       |
| 46   | DEN Berit Gejl                     | F | 97  | 95  | 90  | 94  | 97  | 94  | 567   |       |
| 47   | GBR Benjamin Jesson                | M | 96  | 95  | 90  | 96  | 94  | 95  | 566   |       |
| 48   | SWE Lotta Helsinger                | F | 96  | 91  | 93  | 95  | 92  | 93  | 560   |       |

### Fase final
| Pos.   | Atleta                             | Qual. | 1    | 2    | 3    | 4    | 5    | 6    | 7    | 8    | 9    | 10   | Final | Total |
| ------ | ---------------------------------- | ----- | ---- | ---- | ---- | ---- | ---- | ---- | ---- | ---- | ---- | ---- | ----- | ----- |
| Ouro   | UAE Abdulla Sultan Alaryani        | 592   | 10.6 | 10.5 | 10.3 | 9.5  | 10.6 | 10.1 | 9.9  | 10.5 | 10.2 | 10.6 | 102.8 | 694.8 |
| Prata  | ESP Juan Antonio Saavedra Reinaldo | 590   | 10.2 | 10.9 | 10.2 | 10.4 | 10.6 | 10.6 | 10.4 | 10.5 | 10.7 | 10.1 | 104.6 | 694.6 |
| Bronze | GBR Matthew Skelhon                | 589   | 10.2 | 10.7 | 10.8 | 10.4 | 10.6 | 10.5 | 10.1 | 10.3 | 10.2 | 10.4 | 104.2 | 693.2 |
| 4      | SWE Jonas Jacobsson                | 591   | 9.8  | 10.7 | 10.0 | 9.8  | 9.3  | 10.2 | 10.0 | 10.8 | 10.4 | 10.2 | 101.2 | 692.2 |
| 5      | KOR Sim Jae-Yong                   | 589   | 10.4 | 10.0 | 10.5 | 10.3 | 10.4 | 9.7  | 10.6 | 10.2 | 10.3 | 10.7 | 103.1 | 692.1 |
| 6      | ISR Doron Shaziri                  | 589   | 10.3 | 10.5 | 10.7 | 10.1 | 10.3 | 10.5 | 10.3 | 10.0 | 10.4 | 9.7  | 102.8 | 691.8 |
| 7      | SVK Radoslav Malenovský            | 589   | 10.3 | 9.3  | 10.1 | 10.3 | 9.9  | 10.4 | 10.1 | 10.1 | 10.9 | 10.3 | 101.7 | 690.7 |
| 8      | KOR Shim Young-Jip                 | 589   | 9.2  | 10.4 | 10.3 | 9.9  | 10.1 | 9.6  | 10.2 | 10.4 | 10.0 | 9.6  | 99.7  | 688.7 |

Legenda
| Recorde mundial      | Recorde mundial (World record)               |                       | Recorde africano                      | Recorde africano (African) |                                           | Q | Classificado por posição (Qualified) |
| Recorde paralímpico  | Recorde paralímpico (Paralympic record)      | Recorde da América    | Recorde da América (Americas)         | q                          | Classificado por melhor tempo (Qualified) |   |                                      |
| Melhor marca do ano  | Melhor marca do ano (World leading)          | Recorde asiático      | Recorde asiático (Asian)              | DNS                        | Não largou (Did not start)                |   |                                      |
| Recorde nacional     | Recorde nacional (National record)           | Recorde europeu       | Recorde europeu (European)            | DNF                        | Não terminou (Did not finish)             |   |                                      |
| Recorde pessoal      | Recorde pessoal do atleta (Personal best)    | Recorde da Oceania    | Recorde da Oceania (Oceania)          | DSQ / DQ                   | Desclassificado (Disqualified)            |   |                                      |
| Recorde da temporada | Recorde da temporada do atleta (Season best) | Recorde sul-americano | Recorde sul-americano (South America) | NM                         | Sem marca (No mark)                       |   |                                      |